# Хряпа Микола Володимирович
Микола Володимирович Хряпа (7 червня 1979, Київ — 27 червня 2024, Саратов) — український і російський баскетболіст.
Старший брат російського баскетболіста Віктора Хряпи. 2007 року завершив кар'єру. Чемпіон України у складі БК «Одеса» 2001/02. Володар Кубка чемпіонів ФІБА (2004) у складі БК «УНІКС» (Казань).
Майстер спорту міжнародного класу (2004).
Виступав за саратовський клуб з 1995 по 2001, у сезоні 1998/99 визнавався найкращим молодим гравцем Євроліги.
Помер 27 червня 2024 року у віці 45 років.